# Stenopsyche pallidipennis
Stenopsyche pallidipennis is een schietmot uit de
familie Stenopsychidae. De soort komt voor in het Oriëntaals gebied.